# North Witham
North Witham är en ort och civil parish i Storbritannien.   Den ligger i grevskapet Lincolnshire och riksdelen England, i den sydöstra delen av landet, 150 km norr om huvudstaden London. North Witham ligger 107 meter över havet och antalet invånare är 143.
Terrängen runt North Witham är platt, och sluttar österut. Runt North Witham är det ganska tätbefolkat, med 96 invånare per kvadratkilometer. Närmaste större samhälle är Grantham, 14,0 km norr om North Witham. Trakten runt North Witham består till största delen av jordbruksmark.